# Энно I (граф Остфрисланда)
Энно I (нем. Enno I, в.-фриз. Enno I; 1 июня 1460, графство Остфрисланд — 19 февраля 1491, Фридебург, графство Остфрисланд) — граф Остфрисланда  с 1466 (до 1480 при регенте) по 1491 год; представитель дома Кирксена.

## Биография

### Ранние годы
Энно родился 1 июня 1460 года в графстве Остфрисланд. Он был первым сыном остфрисландского графа Ульриха I и его супруги Теды Укена. После смерти отца в 1466 году наследовал титул и стал вторым правителем графства из дома Кирксена. До его совершеннолетия феодом на правах регента управляла мать. В 1480 году он официально приступил к управлению, однако, не проявлял большого интереса к государственной деятельности, и фактически графством при нём продолжила править вдовствующая графиня.

### Смерть
В 1489 году граф Энно I, в сопровождении Виктора Фрезе, отправился в паломничество на Святую Землю, где в Иерусалиме прошёл акколаду и был принят в Орден Святого Гроба Господнего. Во время отсутствия Энно, его сестра Альмута влюбилась в вестфальского дворянина Энгельманна фон Хорстелла, дроста Фридебурга. Они планировали пожениться, но против брака выступила мать невесты.
Тогда Альмута бежала к жениху во Фридебург, взяв с собой в качестве приданого фамильные драгоценности. Она потребовала от родственников признать её право быть женой любимого мужчины.
Когда Энно вернулся в Остфрисланд, мать убедила его в том, что Альмута была похищена коварным соблазнителем. Возмущённый граф стал преследовать беглецов. Он приступил к Фридебургу и потребовал от дроста сдачи в плен и возвращения сестры. Однако, Энгельманн фон Хорстелл отказался, заявив, что любит Альмуту. Тогда Энно решил штурмовать крепость. Но когда его конный отряд пересекал замёрзший ров, не выдержав тяжести брони, лёд треснул, и граф утонул. Случилось это 19 февраля 1491 года.
В память о погибшем сыне, Теда Укена установила мемориальную доску с гербом на стене над его могилой в Великой церкви Эмдена.